# 川滝豊
川瀧 豊（かわたき ゆたか、1953年12月18日 - ）は、日本の官僚。元会計検査院事務総長。北海道出身。

## 人物
1977年会計検査院に採用される。1993年監理官となり課長級に。各課長を経て、2002年人事課長。2010年第2局長。事務総局次長を経て、2014年事務総長に。2015年辞職。2024年、瑞宝重光章受章。

## 略歴
- 東京大学法学部卒業

- 1977年4月：会計検査院採用[3]
- 1993年12月：第5局監理官
- 1994年12月：第2局労働検査課長
- 1996年12月：第4局農林水産検査第3課長
- 1998年12月：第2局上席調査官（年金担当）
- 2000年12月：第4局農林水産検査第1課長
- 2002年12月：事務総長官房人事課長
- 2006年4月：事務総長官房審議官（第3局）
- 2009年12月：事務総長官房審議官（事務総長官房）
- 2010年12月：第2局長
- 2012年4月：第5局長
- 2013年3月：会計検査院事務総局次長
- 2014年4月：会計検査院事務総長
- 2015年3月：辞職
- 2015年6月：NTTドコモ常勤監査役[4]